# Wilhelm Arnoul

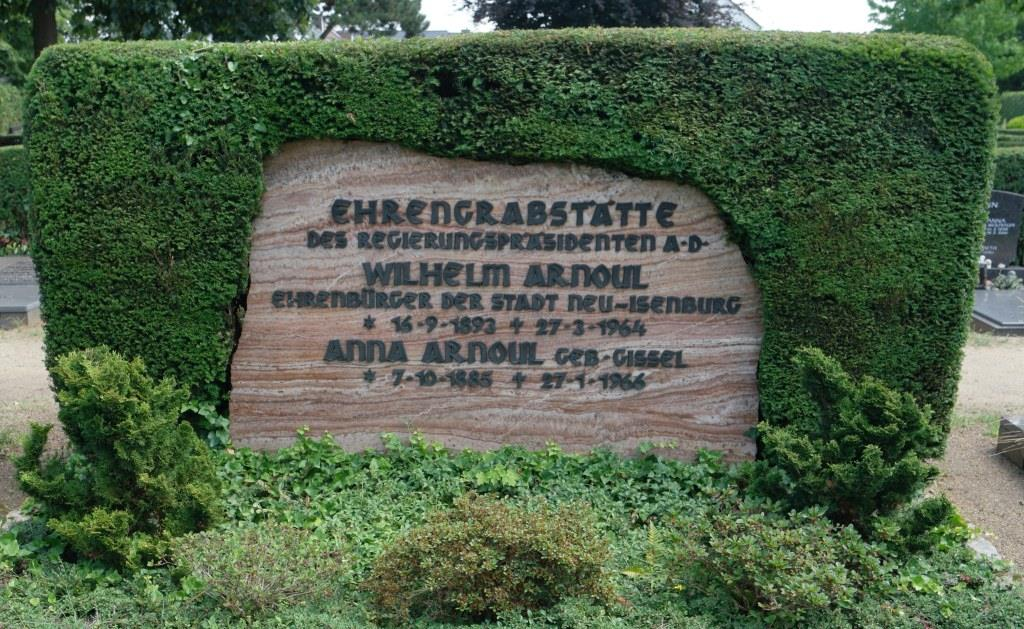
Grab von Wilhelm Arnoul auf dem Alten Friedhof in Neu-Isenburg

Wilhelm Arnoul (* 19. September 1893 in Neu-Isenburg; † 27. März 1964 in Offenbach am Main) war ein deutscher Politiker (SPD), Regierungspräsident in Darmstadt und Abgeordneter des Landtags des Volksstaates Hessen und des Hessischen Landtags.

## Leben
Arnoul war der Sohn des Gastwirts und Gürtlers Konrad Arnoul (* 18. Dezember 1852; † 22. Januar 1908) und dessen Ehefrau Eva geborene Sattler (* 1. Juli 1856; † 18. Februar 1935). Die Eltern führten eine „Mischehe“: Der Vater war französisch-reformiert, die Mutter katholisch. Wilhelm Arnoul war evangelisch. Er heiratete Anna Barbara, geborene Gissel, geschiedene Freihöfer (* 7. Oktober 1895 in Frankfurt am Main; † 21. Juli 1966).
Wilhelm Arnoul besuchte die Volksschule und die höhere Schule und gab als Beruf Kaufmann und Fabrikant an.
Nach der Schule arbeitete Arnoul als Kaufmann und SPD-Funktionär. Von 1919 bis 1924 war Arnoul Stadtverordneter, von 1924 bis 1933 Bürgermeister von Neu-Isenburg. In der gleichen Zeit war er Mitglied des Kreistags und des Kreisausschusses.
Bei den letzten freien Wahlen der Weimarer Republik wurde er in der 6. Wahlperiode in den Landtag des Volksstaates Hessen gewählt. Er (wie die anderen SPD-Abgeordneten) verlor sein am 11. März 1933 erworbenes Mandat aber bereits direkt nach der konstituierenden Sitzung mit Wirkung vom 3. April 1933 per Nazi-Regierungsdekret.
Bereits am 6. März 1933 war er vorübergehend verhaftet und am 15. März 1933 seines Amtes als Bürgermeister enthoben worden. In der Folge flüchtete er nach Frankreich. 1943 kehrte er unter falschem Namen nach Deutschland zurück. Nachdem er erneut verhaftet worden war, lebte er nach seiner Freilassung bei Stuttgart.
Nach dem Krieg war er ab Juni 1945 kurze Zeit wieder (ernannter) Bürgermeister seiner Heimatstadt und von 1946 bis 1950 gewählter Landrat im Landkreis Offenbach. Zwischen 1950 und 1961 war er Präsident des Regierungsbezirks Darmstadt.
Vom 10. März 1947 bis 30. September 1947 war er Mitglied des Parlamentarischen Rats beim Länderrat des amerikanischen Besatzungsgebietes. Als Mitglied der gewählten Verfassungsberatenden Landesversammlung Groß-Hessen vom 15. Juli 1947 bis 30. November 1947 wirkte er an der Erstellung der Verfassung des Landes Hessen mit.
Vom 1. Dezember 1946 bis zum 30. November 1950 und erneut vom 1. Dezember 1954 bis zum 27. März 1964 war er Mitglied des hessischen Landtags.

## Ehrungen
Wilhelm Arnoul ist Ehrenbürger von Neu-Isenburg.
Nach Wilhelm Arnoul sind benannt:
- Die Wilhelm-Arnoul-Schule (Grundschule) in Mörfelden-Walldorf
- Die Wilhelm-Arnoul-Stiftung

## Familie
Wilhelm Arnouls Familie war seit 1702 in Neu-Isenburg ansässig. Sein Vorfahre Pierre Arnouls kam 1702 als waldensischer Flüchtling nach Neu-Isenburg. Die Familie stellte mehrfach den Bürgermeister Neu-Isenburgs. Wilhelm Arnoul war der Sohn des Gastwirtes Konrad Arnoul und dessen Frau Eva geborene Sattler. Er war mit Anna Barbara geborene Gissel (1895–1966) verheiratet und evangelischer Konfession. Sein Bruder Ludwig Arnoul (1896–1975) war ebenfalls SPD-Politiker, Bürgermeister und Ehrenbürger von Neu-Isenburg und Träger des Bundesverdienstkreuzes.